# DIGITALEUROPE
DIGITALEUROPE, précédemment Associations européennes d'information, communications et technologie d'électronique grand public (EICTA ou European Information, Communications and Consumer Electronics Technology Industry Associations) est une organisation européenne basée à Bruxelles en Belgique. Elle regroupe de multiples sociétés principalement industrielles et représente leurs intérêts auprès des instances de la Communauté européenne (mais ne fait pas partie de ces instances). Il s'agit d'une fédération regroupant essentiellement des entreprises non publiques ou non contrôlées par les gouvernements. 

## Historique
La European Information & Communications Technology Industry Association a été fondée en novembre 1999 à partir de deux fédérations européennes ECTEL et eurobit. L'European Information & Communications Technology Industry Association fusionne en octobre 2001 avec la EACEM (European Association of Consumer Electronics Manufacturers ou Association des fabricants d'électronique grand public), mais conserve son sigle : EICTA. 
Elle a été renommée en DIGITALEUROPE en mars 2009.

## Logos DIGITALEUROPE

Logo apposé sur un appareil (720p) n'intégrant pas de tuner compatible. Les images 1080 sont affichées en 720 2005[2].
Logo apposé sur un appareil TV (720p) intégrant un tuner HD compatible. Les images 1080 sont affichées en 720 2006[3].
Logo apposé sur un appareil (1080p) n'intégrant pas de tuner et pouvant afficher les images en 1080 (écran 1920 × 1080) 2008[4].
Logo apposé sur un appareil TV (1080p) intégrant un tuner HD compatible MPEG4 et pouvant afficher les images en 1080 (écran 1920 × 1080) 2008[4].
Logo apposé sur un appareil Ultra HD en 3 840 × 2 160 pixels 2017[4].

## Principaux membres
- Amazon
- Agilent Technologies
- Alcatel-Lucent
- Apple Inc.
- Bang & Olufsen
- Blaupunkt
- Brother
- Canon
- Cisco
- Dell
- EADS
- Epson
- Ericsson
- Fujitsu
- Google
- Hewlett-Packard
- Hitachi
- IBM
- Infineon Technologies
- Intel
- Kenwood
- Kodak
- Konica Minolta
- Lexmark
- LG Electronics
- Loewe
- Microsoft
- Motorola
- NEC
- Nokia
- Nokia Siemens Networks
- Nortel Networks
- NXP
- Panasonic
- Philips
- Pioneer
- Qualcomm
- Research In Motion
- Samsung
- Sanyo
- SAP
- Sharp
- Siemens
- Sony
- Sony Ericsson
- Sun Microsystems
- Symantec
- Texas Instruments
- Thales
- Thomson
- Toshiba
- Xerox